# Natação no Campeonato Europeu de Esportes Aquáticos de 2022 - 400 m livre masculino
A prova dos 400 metros nado livre masculino da natação no Campeonato Europeu de Esportes Aquáticos de 2022 ocorreu no dia 17 de agosto no Foro Italico, em Roma na Itália.

## Calendário
| Fase          | Data         | Hora  |
| ------------- | ------------ | ----- |
| Eliminatórias | 17 de agosto | 09:27 |
| Final         | 17 de agosto | 18:53 |

Todos os horários estão no horário local (UTC+1)

## Recordes
Antes desta competição, os recordes eram os seguintes:
|                       | Nadador         | Tempo   | Local   | Data                |
| --------------------- | --------------- | ------- | ------- | ------------------- |
| Recorde mundial       | Paul Biedermann | 3:40.07 | Roma    | 26 de julho de 2009 |
| Recorde europeu       | Paul Biedermann | 3:40.07 | Roma    | 26 de julho de 2009 |
| Recorde do campeonato | Gabriele Detti  | 3:44.01 | Londres | 16 de maio de 2016  |

Os seguintes novos recordes foram estabelecidos durante esta competição. 
| Data         | Prova | Nadador       | Nacionalidade | Tempo   | Recordes              |
| ------------ | ----- | ------------- | ------------- | ------- | --------------------- |
| 17 de agosto | Final | Lukas Märtens | Alemanha      | 3:42.50 | Recorde do campeonato |

## Medalhistas
| Ouro                | Prata                  | Bronze                    |
| Lukas Märtens (GER) | Antonio Djakovic (SUI) | Henning Mühlleitner (GER) |

## Resultados

### Eliminatórias
Esses foram os resultados das eliminatórias.
| Pos. | Bateria | Raia | Nadador                | Nacionalidade | Tempo   | Notas  |
| ---- | ------- | ---- | ---------------------- | ------------- | ------- | ------ |
| 1    | 5       | 5    | Henning Mühlleitner    | Alemanha      | 3:46.79 | Q      |
| 2    | 5       | 4    | Lukas Märtens          | Alemanha      | 3:47.38 | Q      |
| 3    | 5       | 6    | Antonio Djakovic       | Suíça         | 3:47.67 | Q      |
| 4    | 1       | 3    | David Popovici         | Roménia       | 3:47.99 | Q, RET |
| 5    | 4       | 6    | Lorenzo Galossi        | Itália        | 3:48.15 | Q      |
| 6    | 5       | 3    | Gabriele Detti         | Itália        | 3:48.32 | Q      |
| 7    | 4       | 5    | Marco De Tullio        | Itália        | 3:48.38 |        |
| 8    | 4       | 7    | Joris Bouchaut         | França        | 3:49.00 | Q      |
| 9    | 4       | 4    | Felix Auböck           | Áustria       | 3:49.16 | Q      |
| 10   | 5       | 1    | Sven Schwarz           | Alemanha      | 3:49.58 |        |
| 11   | 4       | 2    | Henrik Christiansen    | Noruega       | 3:51.26 | Q      |
| 12   | 4       | 1    | Victor Johansson       | Suécia        | 3:51.29 |        |
| 13   | 5       | 2    | Matteo Ciampi          | Itália        | 3:52.35 |        |
| 13   | 3       | 6    | Luis Domínguez         | Espanha       | 3:52.35 |        |
| 15   | 4       | 8    | Kieran Bird            | Reino Unido   | 3:52.94 |        |
| 16   | 3       | 2    | Yordan Yanchev         | Bulgária      | 3:53.31 |        |
| 17   | 3       | 7    | Carlos Garach          | Espanha       | 3:53.36 |        |
| 18   | 3       | 1    | Sašo Boškan            | Eslovênia     | 3:53.42 |        |
| 19   | 5       | 7    | Kregor Zirk            | Estónia       | 3:53.43 |        |
| 20   | 3       | 9    | Damien Joly            | França        | 3:53.63 |        |
| 21   | 3       | 3    | Krzysztof Chmielewski  | Polónia       | 3:53.69 |        |
| 22   | 5       | 8    | Gábor Zombori          | Hungria       | 3:53.84 |        |
| 23   | 2       | 5    | Ondřej Gemov           | Chéquia       | 3:54.00 |        |
| 24   | 4       | 9    | Bar Soloveychik        | Israel        | 3:54.34 |        |
| 25   | 2       | 4    | Yoav Romano            | Israel        | 3:54.42 |        |
| 26   | 3       | 0    | Dániel Mészáros        | Hungria       | 3:54.70 |        |
| 27   | 2       | 2    | Finn McGeever          | Irlanda       | 3:56.52 |        |
| 28   | 3       | 8    | Luc Kroon              | Países Baixos | 3:58.62 |        |
| 29   | 2       | 6    | Richard Nagy           | Eslováquia    | 3:59.22 |        |
| 30   | 1       | 4    | Pit Brandenburger      | Luxemburgo    | 3:59.73 |        |
| 31   | 2       | 7    | Loris Bianchi          | San Marino    | 4:01.70 |        |
| 32   | 2       | 8    | Primož Šenica Pavletič | Eslovênia     | 4:02.69 |        |
| 33   | 2       | 1    | Dylan Cachia           | Malta         | 4:13.46 |        |
| 34   | 1       | 5    | Franc Aleksi           | Albânia       | 4:19.20 |        |
| 35   | 2       | 0    | Liam Custer            | Irlanda       | DNS     | DNS    |
| 35   | 2       | 3    | Robin Hanson           | Suécia        | DNS     | DNS    |
| 35   | 3       | 4    | Mikkel Gadgaard        | Dinamarca     | DNS     | DNS    |
| 35   | 3       | 5    | Balázs Holló           | Hungria       | DNS     | DNS    |
| 35   | 4       | 0    | Jon Jøntvedt           | Noruega       | DNS     | DNS    |
| 35   | 4       | 3    | Danas Rapšys           | Lituânia      | DNS     | DNS    |
| 35   | 5       | 0    | Dimitrios Markos       | Grécia        | DNS     | DNS    |
| 35   | 5       | 9    | Mykhailo Romanchuk     | Ucrânia       | DNS     | DNS    |

### Final
Esse foi o resultado da final. 
| Pos.              | Raia | Nadador             | Nacionalidade | Tempo   | Notas                 |
| ----------------- | ---- | ------------------- | ------------- | ------- | --------------------- |
| Medalha de ouro   | 5    | Lukas Märtens       | Alemanha      | 3:42.50 | Recorde do campeonato |
| Medalha de prata  | 3    | Antonio Djakovic    | Suíça         | 3:43.93 | Recorde nacional      |
| Medalha de bronze | 4    | Henning Mühlleitner | Alemanha      | 3:44.53 |                       |
| 4                 | 1    | Felix Auböck        | Áustria       | 3:45.76 |                       |
| 5                 | 6    | Lorenzo Galossi     | Itália        | 3:46.94 |                       |
| 6                 | 7    | Joris Bouchaut      | França        | 3:47.20 |                       |
| 7                 | 2    | Gabriele Detti      | Itália        | 3:47.34 |                       |
| 8                 | 8    | Henrik Christiansen | Noruega       | 3:50.30 |                       |

Legenda
| Recorde mundial       | Recorde mundial (World record)               |                       | Recorde africano                      | Recorde africano (African) |                                           | Q | Classificado por posição (Qualified) |
| Recorde do campeonato | Recorde do campeonato (Championship record)  | Recorde da América    | Recorde da América (Americas)         | q                          | Classificado por melhor tempo (Qualified) |   |                                      |
| Melhor marca do ano   | Melhor marca do ano (World leading)          | Recorde asiático      | Recorde asiático (Asian)              | DNS                        | Não largou (Did not start)                |   |                                      |
| Recorde nacional      | Recorde nacional (National record)           | Recorde europeu       | Recorde europeu (European)            | DNF                        | Não terminou (Did not finish)             |   |                                      |
| Recorde pessoal       | Recorde pessoal do atleta (Personal best)    | Recorde da Oceania    | Recorde da Oceania (Oceania)          | DSQ / DQ                   | Desclassificado (Disqualified)            |   |                                      |
| Recorde da temporada  | Recorde da temporada do atleta (Season best) | Recorde sul-americano | Recorde sul-americano (South America) | NM                         | Sem marca (No mark)                       |   |                                      |